# Орос (Бразилия)
Орос (порт. Orós) — город и муниципалитет в Бразилии, входит в штат Сеара. Составная часть мезорегиона Юго-центральная часть штата Сеара. Входит[когда?] в экономико-статистический микрорегион Игуату. Население составляет 22 030 человек на 2006 год. Занимает площадь 576,269 км². Плотность населения — 38,2 чел./км²[когда?].
Праздник города — 1 сентября.

## История
Город основан 1 сентября 1957 года.

## Статистика
- Валовой внутренний продукт на 2003 составляет 86.055.005,00 реалов (данные: Бразильский институт географии и статистики).
- Валовой внутренний продукт на душу населения на 2003 составляет 3.906,80 реалов (данные: Бразильский институт географии и статистики).
- Индекс развития человеческого потенциала на 2000 составляет 0,627 (данные: Программа развития ООН).

## География
Климат местности: сухой жаркий.